# Bodman Point
Der Bodman Point (englisch; spanisch Cabo Bodman ‚Kap Bodman‘) ist eine felsige Landspitze im Zentrum der Nordwestküste der Seymour-Insel vor der nördlichen Ostküste der Antarktischen Halbinsel. Sie bildet die südwestliche Begrenzung der Einfahrt zur Bertodano-Bucht.
Erstmals vermessen wurde er bei der Schwedischen Antarktisexpedition (1901–1903). Deren Expeditionsleiter Otto Nordenskjöld benannte ihn als Kap Bodman nach Gösta Bodman (1875–1960), Hydrograph dieser Forschungsreise. Der Falklands Islands Dependencies Survey korrigierte diese Benennung nach einer erneuten Vermessung im Jahr 1952, da die Formation eher einer Landspitze als einem Kap entspricht.